# Вертланд (Кентаки)
Вертланд (енгл. Wurtland) град је у америчкој савезној држави Кентаки.

## Демографија
По попису из 2010. године број становника је 995, што је 54 (-5,1%) становника мање него 2000. године.
| Група             | 2000.         | 2010.       |
| Белци             | 1.043 (99,4%) | 978 (98,3%) |
| Афроамериканци    | 2 (0,2%)      | 3 (0,3%)    |
| Азијати           | 0 (0,0%)      | 0 (0,0%)    |
| Хиспаноамериканци | 0 (0,0%)      | 0 (0,0%)    |
| Укупно            | 1.049         | 995         |